# Broken Strings
Broken Strings is een nummer van singer-songwriters James Morrison en Nelly Furtado. Het nummer is afkomstig van Morrisons tweede studioalbum Songs for You, Truths for Me, waarvan Broken Strings de tweede uitgebrachte single is. Het is de eerste keer dat de zanger een duet uitbrengt op single. In Nederland werd het nummer door Radio 538 verkozen tot Alarmschijf.
Het nummer gaat over een verbroken relatie waarbij de man en de vrouw afzonderlijk van elkaar treuren over het einde. In het refrein zingen de twee "You can't play on broken strings" (op kapotte snaren kun je niet spelen), waarmee bedoeld wordt dat het geen zin meer heeft door te gaan met iets wat toch niets wordt.

## Videoclip
In de videoclip van Broken Strings is James Morrison te zien in een kamer waar hij treurt om zijn verloren geliefde. De geliefde is Nelly Furtado die te zien is in de weerspiegeling van het raam. Als zij begint te zingen breken allerlei spullen in de hotelkamer uit elkaar: een televisie, een vaas, een gitaar en meer. Als de clip ten einde komt zie je de spullen weer in elkaar vliegen (achterstevoren afgespeeld), waarna Furtado verdwijnt.
De videoclip heeft enkele kenmerken die echter al eerder zijn vertoond; namelijk in de videoclip Set the Fire to the Third Bar van Snow Patrol. In deze clip hebben de hoofdpersonen (zanger Gary Lightbody en zangeres Martha Wainwright) relatieproblemen: ze zijn ver verwijderd van elkaar en daarom werkt hun relatie niet. De muur tussen hen symboliseert dit.

## Hitnotering

### Top 40
| "Broken Strings" in de Nederlandse Top 40 - binnen: 20-12-2008 | "Broken Strings" in de Nederlandse Top 40 - binnen: 20-12-2008 | "Broken Strings" in de Nederlandse Top 40 - binnen: 20-12-2008 | "Broken Strings" in de Nederlandse Top 40 - binnen: 20-12-2008 | "Broken Strings" in de Nederlandse Top 40 - binnen: 20-12-2008 | "Broken Strings" in de Nederlandse Top 40 - binnen: 20-12-2008 | "Broken Strings" in de Nederlandse Top 40 - binnen: 20-12-2008 | "Broken Strings" in de Nederlandse Top 40 - binnen: 20-12-2008 | "Broken Strings" in de Nederlandse Top 40 - binnen: 20-12-2008 | "Broken Strings" in de Nederlandse Top 40 - binnen: 20-12-2008 | "Broken Strings" in de Nederlandse Top 40 - binnen: 20-12-2008 | "Broken Strings" in de Nederlandse Top 40 - binnen: 20-12-2008 | "Broken Strings" in de Nederlandse Top 40 - binnen: 20-12-2008 | "Broken Strings" in de Nederlandse Top 40 - binnen: 20-12-2008 | "Broken Strings" in de Nederlandse Top 40 - binnen: 20-12-2008 | "Broken Strings" in de Nederlandse Top 40 - binnen: 20-12-2008 | "Broken Strings" in de Nederlandse Top 40 - binnen: 20-12-2008 | "Broken Strings" in de Nederlandse Top 40 - binnen: 20-12-2008 | "Broken Strings" in de Nederlandse Top 40 - binnen: 20-12-2008 | "Broken Strings" in de Nederlandse Top 40 - binnen: 20-12-2008 | "Broken Strings" in de Nederlandse Top 40 - binnen: 20-12-2008 | "Broken Strings" in de Nederlandse Top 40 - binnen: 20-12-2008 | "Broken Strings" in de Nederlandse Top 40 - binnen: 20-12-2008 |
| Week                                                           | 1                                                              | 2                                                              | 3                                                              | 4                                                              | 5                                                              | 6                                                              | 7                                                              | 8                                                              | 9                                                              | 10                                                             | 11                                                             | 12                                                             | 13                                                             | 14                                                             | 15                                                             | 16                                                             | 17                                                             | 18                                                             | 19                                                             | 20                                                             | 21                                                             |                                                                |
| -------------------------------------------------------------- | -------------------------------------------------------------- | -------------------------------------------------------------- | -------------------------------------------------------------- | -------------------------------------------------------------- | -------------------------------------------------------------- | -------------------------------------------------------------- | -------------------------------------------------------------- | -------------------------------------------------------------- | -------------------------------------------------------------- | -------------------------------------------------------------- | -------------------------------------------------------------- | -------------------------------------------------------------- | -------------------------------------------------------------- | -------------------------------------------------------------- | -------------------------------------------------------------- | -------------------------------------------------------------- | -------------------------------------------------------------- | -------------------------------------------------------------- | -------------------------------------------------------------- | -------------------------------------------------------------- | -------------------------------------------------------------- | -------------------------------------------------------------- |
| Positie                                                        | 26                                                             | 8                                                              | 8                                                              | 6                                                              | 10                                                             | 7                                                              | 7                                                              | 8                                                              | 7                                                              | 7                                                              | 5                                                              | 5                                                              | 6                                                              | 6                                                              | 6                                                              | 9                                                              | 9                                                              | 15                                                             | 21                                                             | 32                                                             | 40                                                             | uit                                                            |

### NPO Radio 2 Top 2000
| Nummer met noteringen in de NPO Radio 2 Top 2000 | '09  | '10  | '11  | '12  | '13  |
| ------------------------------------------------ | ---- | ---- | ---- | ---- | ---- |
| Broken Strings                                   | 1652 | 1959 | 1641 | 1601 | 1942 |

1. ↑  Een vetgedrukt getal geeft de hoogste notering aan.
2. ↑  2009 was het eerste jaar met een notering voor dit nummer.
3. ↑  Deze tabel is bijgewerkt tot en met de laatste editie (2024).